# Buddhaság

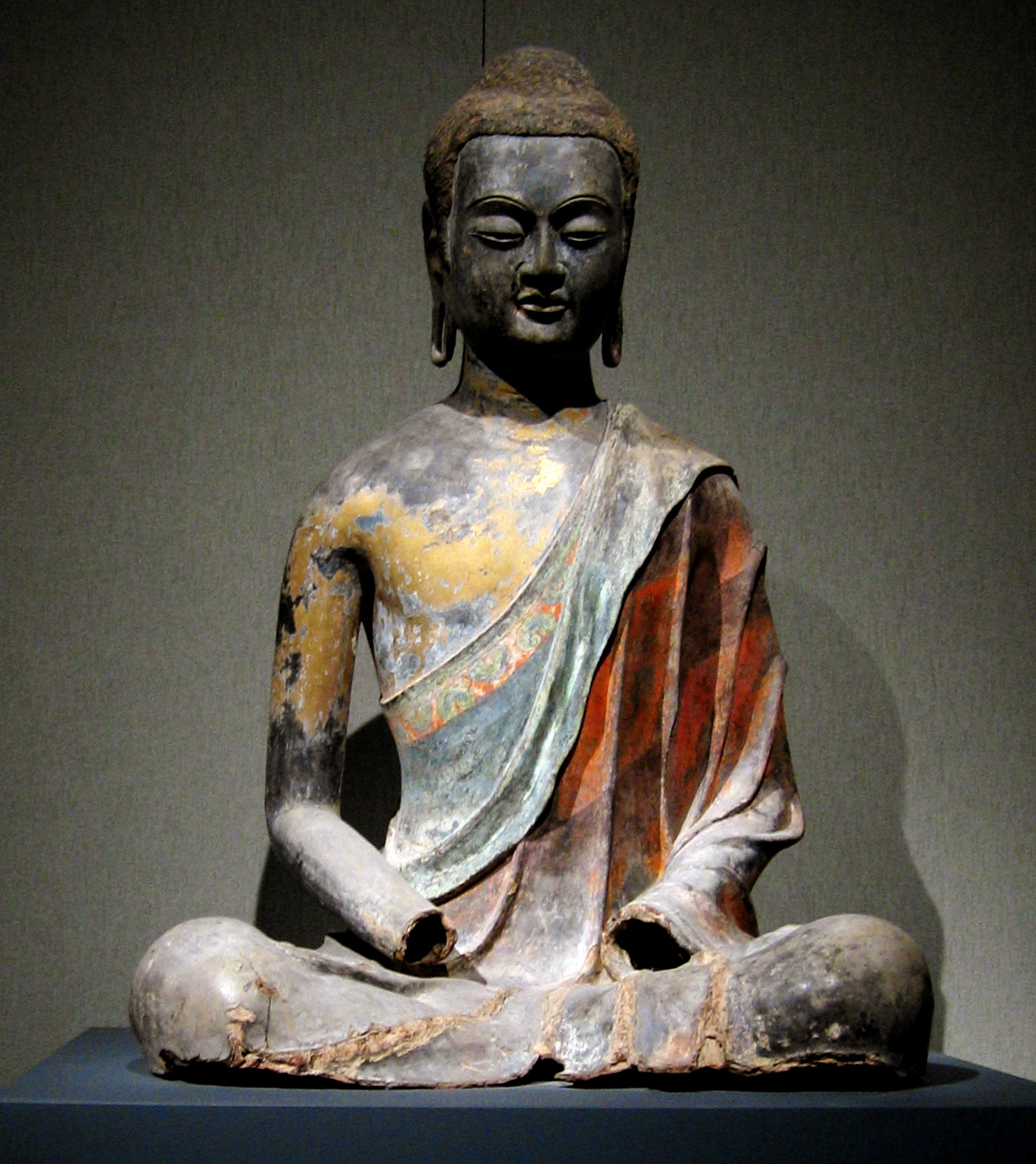
Ülő Buddha, a kínai Tang-dinasztia korából.

A buddhaság vagy buddhaiság (szanszkrit: बुद्धत्व; páli: बुद्धत vagy बुद्धभाव) a buddhizmusban a tökéletes megvilágosodás állapotát jelenti (szanszkrit: सम्यक्सम्बोधि – szamjakszambódhi; páli: सम्मासम्बोधि – sammāsambodhi).
Az úgynevezett buddha eredeti értelmezés szerint a tudat tökéletesen megvalósított állapotát jelenti, de buddhának nevezik a buddhizmusban azt a személyt is, aki a dharma követésével megvilágosodott, felismerte a „tökéletes igazságot”, és megszabadult a létforgatagból, a „szamszárából”. A különböző tanoktól függően változnak a vélemények, hogy ez a szint milyen mértékű eltávolodást jelent a hétköznapi élettől (aszkéta gyakorlatok). Buddhának, "a Buddhának", vagy Történelmi Buddhának nevezik Gautáma Sziddhárthát, a Sákjamuni Buddhát (Szákja vagy Szkíta Bölcs Buddha), aki körülbelül 2560 évvel ezelőtt született a mai Nepál területén, a hagyomány szerint egy királyi család sarjaként. Harmincöt évesen, hat év mély meditáció után felismerte a tudat valódi természetét, és így elérte a megvilágosodást. Az elkövetkező negyvenöt évben a Buddha tehetséges tanítványok ezreinek tanította azokat a módszereket, amelyekkel a megvilágosodás elérhető. A Történelmi Buddha tanítása szerint a megvilágosodás a legmagasabb szintű időtlen öröm. Nincs semmi kielégítőbb vagy teljesebb, mint minden dolog, minden idő, minden lény és minden irány egységének az állapota.
A théraváda buddhizmus hagyományai szerint a buddhák saját maguk erejéből érik el ezt a szintet, mindenféle tanító segítsége nélkül, olyan időszakban, amikor a négy nemes igazság vagy az Nemes nyolcrétű ösvény tana nem létezik a világon. Ezzel szemben bizonyos mahájána hagyományok szerint (főleg a Lótusz szútra követői) a buddhaság egyetemes és minden érző lényben megtalálható, és megfelelő gyakorlással el is érhető még a jelenlegi életében, méghozzá „világi élvezetektől” való mindenféle lemondás nélkül. Ebből is látszik, hogy rendkívül széles skálán mozognak a vélemények, hogy milyen módszerekkel érhető el a buddhaiság.

## Típusai
A buddhizmusban három féle Buddhát különböztetnek meg.
- Szamjakszambuddha (páli: szammaszambuddha), gyakran egyszerűen csak Buddha, aki elérte a szamjakszambódhi-t.
- Pratjékabuddha (páli: paccsekabuddha)
- Szávakabuddha (páli: szávakabuddha)

Az első két Buddha típus saját erőből éri el a nirvánát, anélkül, hogy egy tanító rámutatna a dharma fogalmára. A Szavakabuddha a théravádai páli kánonban szerepel, de megemlítik három théraváda magyarázó szövegben, valamint mahájána szövegekben (pl. a Santidéva Bódhiszattvacsarjavatarában illetve a tibeti hagyományban is. Ezeknél Buddha megvilágosodott tanítványára utal a kifejezés.

## A buddhák jellemzői

### Tíz jellemző
Vannak buddhisták, akik a buddhák tíz jellemzőjén meditálnak (vagy elmélyednek):
1. Tathágata
2. Arhat (Skt: arhat)
3. önmagától tökéletesen megvilágosodott (Skt: szamjak-szambuddha)
4. tökéletesítette tudását és magviseletét (Skt: vidjá-karana-szampanna )
5. jól távozott (Skt: sugata)
6. felülmúlhatatlan (Skt: anuttara)
7. a világ ismerője (Skt: loka-vid)
8. a megszelídítendők vezetője (Skt: purusa-damja-szárathi)
9. istenek és emberek tanítója (Skt: sázta deva-manusjánam)
10. áldott vagy szerencsés (Skt: bhagavat)[5]

Ezeket a jellemzőket gyakran említik a páli kánon és a mahájána tanítások.
A legtöbb buddhista iskola úgy tartja, hogy Buddha mindentudó volt. Azonban a korai szövegek kifejezett cáfolatokat tartalmaznak erre az állításra.

### Buddha természete
A Buddha természete a tökéletes megvilágosodás állapota. A történelmi Buddha, mikor megvalósította ezt az állapotot, azt tapasztalta, hogy a tudatát takaró utolsó fátylak feloldása után a benne s a körülötte levő tér és energia közti elválasztás megszűnt, és időtlen, mindent ismerő tudatossággá vált. Testének minden egyes atomján keresztül ismert mindent, és egy volt mindennel. Érezte, hogy folyamatosan képeznie kell a testét, hogy a megvilágosodott energiák intenzív áramlásával képes legyen együtt élni. Megtapasztalta, hogy amikor a harag visszatér a tudatba, a buddha mindent olyan tisztán lát, mint egy tükröt, anélkül, hogy bármit is hozzátenne vagy elvenne belőle. A kizáró büszkeség, amely merevvé teszi az embert és képtelenné a megosztásra, átalakulva azt a képességet adta meg neki, hogy láthatta a létezés sokoldalú gazdagságát. A ragaszkodás megkülönböztető bölcsességgé változott, azzá a képességgé, amely képes megérteni a jelenségeket önmagukban és egy teljesség részeként is. A féltékenység, ami mindig szorgalmasan próbálja a tudatot előreröpíteni vagy a múlthoz kötni, a tapasztalás mindent beteljesítő bölcsességévé alakult át. A zavarodottság és a butaság pedig intuitív bölcsességgé alakult, mely mindent áthat. Ez a bölcsesség mindent tudó, mert a tér és energia minden időben és minden helyen ugyanaz. Megszűnt a tér és az idő minden korlátja, megszűnt minden dualitás, s azt tapasztalta, hogy többé a tudat semmitől sincs elválasztva.

#### Buddha, mint emberfeletti lény
A buddhista iskolák máshogyan látják Buddhát. A théraváda buddhizmus szerint Buddha egy ember volt, aki a leghatalmasabb pszichológiai erővel volt felruházva (Kevatta-szútra). Buddha teste és tudata (az öt szkandha) mulandó és változó, épp ahogy minden közönséges emberé. Azonban egy buddha felismeri a dharma változatlan természetét, amely örök érvényű és időtlen jelenség. Ez általánosan elfogadott nézet a théraváda iskolában és más korai buddhista iskolákban.

#### Buddha összehasonlítása Istennel
A nem buddhisták gyakran hiszik azt, hogy Buddha a buddhisták istenének felel meg. Azonban a buddhizmus általában nem istenhívő abban az értelemben, hogy nem tanítja egy felsőbb rendű, teremtő isten létezését, akitől függene a megvilágosodás. Az úgynevezett Történelmi Buddha csupán egy tanító volt, aki megmutatta a megvilágosodáshoz vezető utat. Az "isten" általánosan elfogadott meghatározása, hogy egy olyan lény, amely irányít és amely megalkotta a világmindenséget (lásd Teremtés mítosz), majd jutalmazza és bünteti a lényeket. A korai szövegekben Buddha elutasítja egy ilyen lény létezését.

## Külső hivatkozások
- BuddhaNet (angolul)
- Buddha képek – fotók
- Mit tanított Buddha (angolul)